# 新英格兰烧蛤
新英格兰烧蛤（英語：New England clambake）是美国新英格兰地区的一道海鲜菜，传统的烧蛤会在海边挖炕窑，将蛤蜊、其他贝类、龙虾、辅以玉米和土豆等一起放在两层海藻之间烹制。
新英格兰烧蛤通常在夏季各类活动上食用，例如节日庆典、家庭团聚、消防站筹款、政治党团活动、婚宴、教会活动等。在以前，当地的一些原住民部落会在冬季过后从森林移居到海岸，他们会在海滩上挖坑，用石块填满坑壁，并在其中生火。待数小时后，火焰熄灭，石块已被烤得滚烫。人们接着会在石块上铺上一层海藻以保持食材湿润，再放上蛤蜊、其他海货，以及土豆、南瓜、玉米等，然后在食物上再铺一层海藻，最后覆盖上兽皮，以这样的方式将食材慢慢烧熟。1800年代后，这类烹饪方式开始在新英格兰地区的移民间流行。如今，人们仍会使用海藻，但不少时候不会再挖坑，而是使用其他器皿或者灶代替，兽皮也被改用防水布。此外，新英格兰一些地区已经禁止在海滩上这么做。